# Neugartheim-Ittlenheim
Neugartheim-Ittlenheim är en kommun i departementet Bas-Rhin i regionen Grand Est (tidigare regionen Alsace) i nordöstra Frankrike. Kommunen ligger i kantonen Truchtersheim som tillhör arrondissementet Strasbourg-Campagne. År 2022 hade Neugartheim-Ittlenheim 785 invånare.

## Befolkningsutveckling
Antalet invånare i kommunen Neugartheim-Ittlenheim
| Referens: INSEE |